# Drechterland
Drechterland (anhörenⓘ) (westfriesisch Drechterland) ist eine Gemeinde in der Provinz Nordholland in der westfriesischen Region der Niederlande. Sie entstand 1978, zunächst unter dem Namen Bangert, aus dem Zusammenschluss der Gemeinden Hoogkarspel und Westwoud sowie dem Ortsteil Oosterblokker der Gemeinde Blokker. Im Verlauf des Jahres 1979 erhielt die Gemeinde ihren heutigen Namen. Zum 1. Januar 2006 kam es zum Zusammenschluss mit der Gemeinde Venhuizen.

## Geographie
Drechterland grenzt im Westen an die Gemeinde Hoorn, im Osten an die Gemeinde Stede Broec und im Süden an das Markermeer. Die Gemeinde hat eine Fläche von rund 81 km², wovon 22 km² Wasserfläche sind.

## Geschichte
Ein Depot bronzezeitlicher Armbänder, Broschen, Ringe und anderer Schätze wurde 2015 in Hoogkarspel, in Drechterland ausgegraben. Die in einem Graben gefundenen Gegenstände stammen aus der Zeit um 800 v. Chr. Der Fund wurde an einer Stelle gemacht, an der eine kleine Bauerngemeinschaft lebte.

## Politik

### Sitzverteilung im Gemeinderat
Die Kommunalwahlen ergaben in Drechterland folgende Sitzverteilungen im Gemeinderat:
| Partei                        | Sitze | Sitze | Sitze | Sitze | Sitze | Sitze | Sitze  | Sitze | Sitze | Sitze | Sitze |
| Partei                        | 1982  | 1986  | 1990  | 1994  | 1998  | 2002  | 2005 a | 2010  | 2014  | 2018  | 2022  |
| ----------------------------- | ----- | ----- | ----- | ----- | ----- | ----- | ------ | ----- | ----- | ----- | ----- |
| CDA                           | 5     | 5     | 4     | 3     | 3     | 4     | 3      | 4     | 5     | 6     | 4     |
| Senioren Partij Drechterland  | –     | –     | –     | –     | –     | –     | –      | –     | 2     | 2     | 4     |
| Progressief Drechterland b    | –     | –     | –     | –     | –     | –     | –      | –     | 3     | 3     | 3     |
| VVD                           | 2     | 2     | 2     | 3     | 3     | 2     | 3      | 3     | 4     | 3     | 3     |
| Gemeentebelangen Drechterland | 1     | 1     | 2     | 2     | 4     | 5     | 6      | 6     | 3     | 3     | 3     |
| D66                           | –     | –     | –     | 2     | 1     | 2     | 3      | 2     | –     | –     | –     |
| GroenLinks                    | –     | –     | –     | –     | –     | 2     | 3      | 2     | –     | –     | –     |
| PvdA                          | 2     | 3     | 2     | 1     | 2     | 2     | 2      | 2     | –     | –     | –     |
| Drechterlands Belang          | –     | 2     | 3     | 2     | –     | –     | –      | –     | –     | –     | –     |
| CPN                           | 0     | 0     | –     | –     | –     | –     | –      | –     | –     | –     | –     |
| Lijst Visser                  | 3     | –     | –     | –     | –     | –     | –      | –     | –     | –     | –     |
| Gesamt                        | 13    | 13    | 13    | 13    | 13    | 15    | 17     | 17    | 17    | 17    | 17    |

Anmerkungen

### Politische Gliederung
Die Gemeinde wird in folgende Ortsteile aufgeteilt:
| Nr. | Ort           | Einwohner |
| --- | ------------- | --------- |
| 00  | Hoogkarspel   | 8.700     |
| 01  | Westwoud      | 1.830     |
| 02  | Oosterblokker | 1.545     |
| 03  | Venhuizen     | 4.300     |
| 04  | Wijdenes      | 1.535     |
| 05  | Schellinkhout | 840       |
| 06  | Hem           | 1.650     |
| 07  | Oosterleek    | 105       |
|     | Gemeinde      | 20.505    |

1. ↑  Bezirksnummer
2. ↑  (Stand: 1. Januar 2024)

### Partnergemeinden
Drechterland ist mit der Samtgemeinde Bardowick in Niedersachsen verpartnert. Die Samtgemeinde Bardowick war seit 1970 vorher mit Venheuizen verpartnert, Venhuizen ist allerdings 2006 mit Drechterland zusammengeschlossen worden.

## Söhne und Töchter der Gemeinde
- Cornelius Schilder (* 1941), Bischof von Ngong, Kenia
- René Appel (* 1945), Sprachwissenschaftler und Schriftsteller